# Nécsey Jeromos
Nécsey Jeromos (Oszlány, 1788. február 24. – Privigye, 1849. június 4.) piarista pap, természetbúvár,
tanár.

## Élete
Privigyén lépett a kegyesrendiek közé, majd 1814-ben pappá szentelték. Több piarista iskolában is tanult (Privigye, Nyitra, Nagykároly, Vác). A kisszebeni, 1829-1830-ban a podolini és a privigyei piarista gimnáziumban grammatikát, bölcseletet és költészettant tanított. Foglalkozott a természettudományokkal is. Számos, szép kalligrafikus kézirata maradt fenn, ezek közül azonban egyik sem jelent meg nyomtatásban. 
Összeállított egy „százéves” naptárt, amely az 1815–1912 közötti napokat öleli fel. Latin, német, magyar és szlovák nyelvtant írt, illetve készített egy német–magyar szótárt is. Kézikönyvet állított össze hittanból, etikából, polgári jogból, egyháztörténetből. Feldolgozta 1814–1815 fontosabb eseményeit.
Fennmaradt egy jegyzék is az általa összegyűjtött, 1809–1819 között keletkezett kéziratokról. Kilenc kötetes általános enciklopédiát írt, amelyet különböző szerzők 1839–1841 között írt munkáiból állított össze. Spanyol szerzők nyomán összefoglalta latinul Amerika felfedezését. 1815-ben egy földrajzi kézikönyvet, 1829-ben pedig egy elemi aritmetikai könyvet, valamint több mint 300 színes növényábrát tartalmazó botanikai munkát állított össze.